# Triunfo da Morte (Nussbaum)
Triunfo da morte é o último quadro do pintor judeu Felix Nussbaum, terminado em 18 de Abril de 1944. O trabalho é uma releitura do quadro homônimo de Pieter Bruegel (O Velho), pintor flamengo renascentista. Está exposto ao público no museu Felix Nussbaum em Osnabrück. É o culminar do desespero e do terror que o autor vivia diariamente, num esconderijo em Bruxelas durante a ocupação pela Alemanha Nazi, uma situação semelhante à de Anne Frank. Poucas semanas depois da conclusão desta obra, em 20 de Junho de 1944, Felix Nussbaum e a mulher, Felka Platek são denunciados (o mesmo que aconteceu a Anne Frank em Amesterdão) e são levados para o Campo de concentração de Malines. A 31 de Julho de 1944 são deportados para Auschwitz naquele que foi o último do total de 26 combóios que transportaram pessoas da Bélgica para Auschwitz.
A 6 de Setembro de 1944 as tropas aliadas marcharam sobre a cidade de Bruxelas, libertando-a do jugo Nazi.

## As figuras
Os destroços e o caos retratados simbolizam a destruição da cultura ocidental, cujos testemunhos jazem em escombros pelo chão. O organista no centro da figura tem certos traços que o identificam com o próprio pintor, um seu alter ego, que assiste, sem emoções. Um calendário de papel mostra a data em que a obra foi concluida.

## Exposição em Osnabrück
No museu em Osnabrück, este quadro está colocado no topo do edifício e é culminar da evolução cronológica, é o culminar do desespero e é o culminar da caminhada ascendente ao longo dos (3?) andares do edifício.